# Saison 2014-2015 du FC Sion
Maillots
Chronologie
Saison précédente Saison suivante
La saison 2014-2015 du club de football du FC Sion, établi dans la ville de Sion en Suisse, est sa neuvième saison consécutive en première division.
Le FC Sion termine la saison à la 7e place du classement avec douze victoires, neuf matchs nuls et quinze défaite. Il remporte la coupe de Suisse, qualifiant le club pour la Ligue Europa 2015-2016.

## Transferts

### Mercato d'été

#### Départs
Le milieu Max Veloso part en prêt pour une saison au FC Lausanne Sport en Challenge League. Durant le mois de juillet, le Français Jason Buaillon (Standard de Liège, le Portugais André Marques (Moreirense FC), le Vénézuélien Gabriel Cichero (AC Mineros de Guayana) et le Roumain Cristian Ianu (FC Lausanne-Sport) quittent le club valaisan,.

#### Arrivées
Le Ghanéen Ishmael Yartey arrive du FC Sochaux-Montbéliard pour un million de francs suisses après avoir passé une saison en prêt en Valais. Le club valaisan ne souhaite pas transférer le joueur mais une clause du prêt l'en oblige.
Le Venezuélien Pedro Ramírez arrive en provenance du Zamora FC pour une première expérience à l'étranger.
Le 27 juin 2014, le FC Sion officialise le retour de Carlitos au club après un premier passage en Valais lors de la 2006-2007.

## Effectif et encadrement

### Encadrement technique
Le 5 juin 2014, le président Christian Constantin annonce que le champion du monde italien Claudio Gentile est le nouvel entraîneur du club, succédant au Suisse Raimondo Ponte. Cependant, le technicien transalpin ne se présente pas à la reprise des entraînements malgré la signature d'un contrat. Frédéric Chassot, assistant de Ponte la saison précédente, est appelé pour remplacer l'Italien à la reprise. Claudio Gentile n'arrivera finalement jamais au FC Sion. Il semblerait que l'entraîneur aurait changé d'avis par rapport à son engagement dans le club sédunois après avoir reçu des messages négatifs. Après des négociations échouées avec Aurelio Vidmar, Frédéric Chassot, avec qui « les joueurs apprécient travailler », est propulsé comme entraîneur principal du club pour le début de la saison de championnat.

## Pré-saison
Avant le début de la saison, le FC Sion effectue deux camps à Crans-Montana, du 16 au 21 juin 2014 puis du 23 au 28 juin 2014 mais sans entraîneur en raison des problèmes avec Claudio Gentile. C'est finalement Frédéric Chassot, secondé par Stefano Maccoppi lors de la deuxième semaine du camp, qui dirige l'équipe valaisanne à Crans-Montana.

### Matchs amicaux
Le FC Sion joue son premier match amical le 21 juin 2014 à Saint-Sulpice face au FC Lausanne-Sport. Le match se termine par un match nul 1-1. Le 25 juin, les Valaisans s'imposent 3-0 face au Servette FC avant de battre le FC Le Mont 7-1 le juin. Le 3 juillet, Sion s'impose 2-0 au Châble face à Évian Thonon Gaillard. Les Valaisans concèdent leur première défaite lors de leur cinquième match de préparation face au Chakhtar Donetsk en s'inclinant 1-0. Trois jours plus tard, le FC Sion, avec neuf changements dans le onze de départ par rapport au match précédent, finit par un match nul 1-1 face au FC Viitorul Constanța. Le 12 juillet, le FC Sion joue une deuxième fois contre le Chakhtar Donetsk à la suite du forfait de dernière minute du Benfica Lisbonne. Le match se termine par une victoire 2-1 des Valaisans.

## Résumé de la saison
Alors qu'il souhaitait initialement vendre le club, Christian Constantin reste le président du FC Sion.
Le défenseur Beg Ferati manque le début de la saison en raison d'une mononucléose.